# Al mattino/Un uomo solo
Insegne pubblicitarie / Nadia / Il treno è il primo singolo su 7" de The Fantom's pubblicato nel 1966 dalla Musical Time.

## Tracce
Lato A
1. Insegne pubblicitarie (Marotti)

Lato B
1. Nadia (Cossilli e Giuseppe Cavanna)
2. Il Treno (Agostino Augusto Cortesi, Cossilli, Italo D'Onofrio)